# Renate Holland-Moritz
Renate Holland-Moritz, född Spangenberg, 29 mars 1935 i Berlin, död där 14 juni 2017, var en tysk författare och filmkritiker.

## Biografi
Namnet Holland-Moritz kommer från hennes far. Han avled före ett möjligt giftermål.
Efter skolan i hemstaden var hon volontär vid olika tidningar. Efter en tid som fri journalist som rapporterade från rättsprocesser började Holland-Moritz 1956 vid den satiriska tidskiften Eulenspiegel. Där blev hon 1960 filmkritiker och hon sysslade med uppgiften fram till 2015. Sedan 1998 var hon även filmkritiker vid radioavdelningen av Mitteldeutscher Rundfunk.
Fördelad över karriären publicerade Holland-Moritz ungefär 20 böcker. Böckerna Das Durchgangszimmer från 1967 och Graffunda räumt auf från 1969 filmatiserades 1972 som Florentiner 73 respektive Der Mann, der nach der Oma kam av filmbolaget DEFA.
Hon var tidvis gift med journalisten Lothar Kusche.

## Recension
Filmkritiken från Holland-Moritz beskrivs som träffsäker och ibland elak.
Till exempel skrev hon om Anita Ekberg: „Der aufrechte Gang des schwedischen Fleischbergs ist eine flagrante Verletzung des Schwerkraftgesetzes und dürfte vor allem Statiker in Erregung versetzen.“ ("Det svenska köttbergets upprätta gång är en kränkning för gravitationslagen och borde främst få satiriker i extas.")
Efter filmen Den långe blonde med en svart doja fick hon i uppdraget att skriva en kritik för uppföljaren Le Retour du grand blond (Återkomsten av den långe blonde). Hon skrev en enradare: "Le Retour du grand blond. Det borde han ha gjort!"

## Utmärkelser
Holland-Moritz fick olika priser:
- Kunstpreis des FDGB, 1972
- Heinrich-Greif-Preis, 1973
- Goethe-Preis der Stadt Berlin, 1978
- Heinrich-Heine-Preis, 1984